# Fiat 509
El Fiat 509 era un modelo de coche producido por el fabricante de automóviles italiano Fiat S.p.A., más conocido como "Grupo Fiat" entre los años  1925 y 1929. Fue el modelo que sustituyó  al Fiat 501. Se construyeron unas 90.000 unidades en total. A partir de 1926 se implementaron diferentes mejoras y se desarrollaron las versiones 509S, de carácter deportivo, y la 509SM, destinada al transporte público como taxi. Montaba un motor de 900 CC que le permitía mantener una velocidad de crucero de 40 km/hora.<ref name=fiat>[

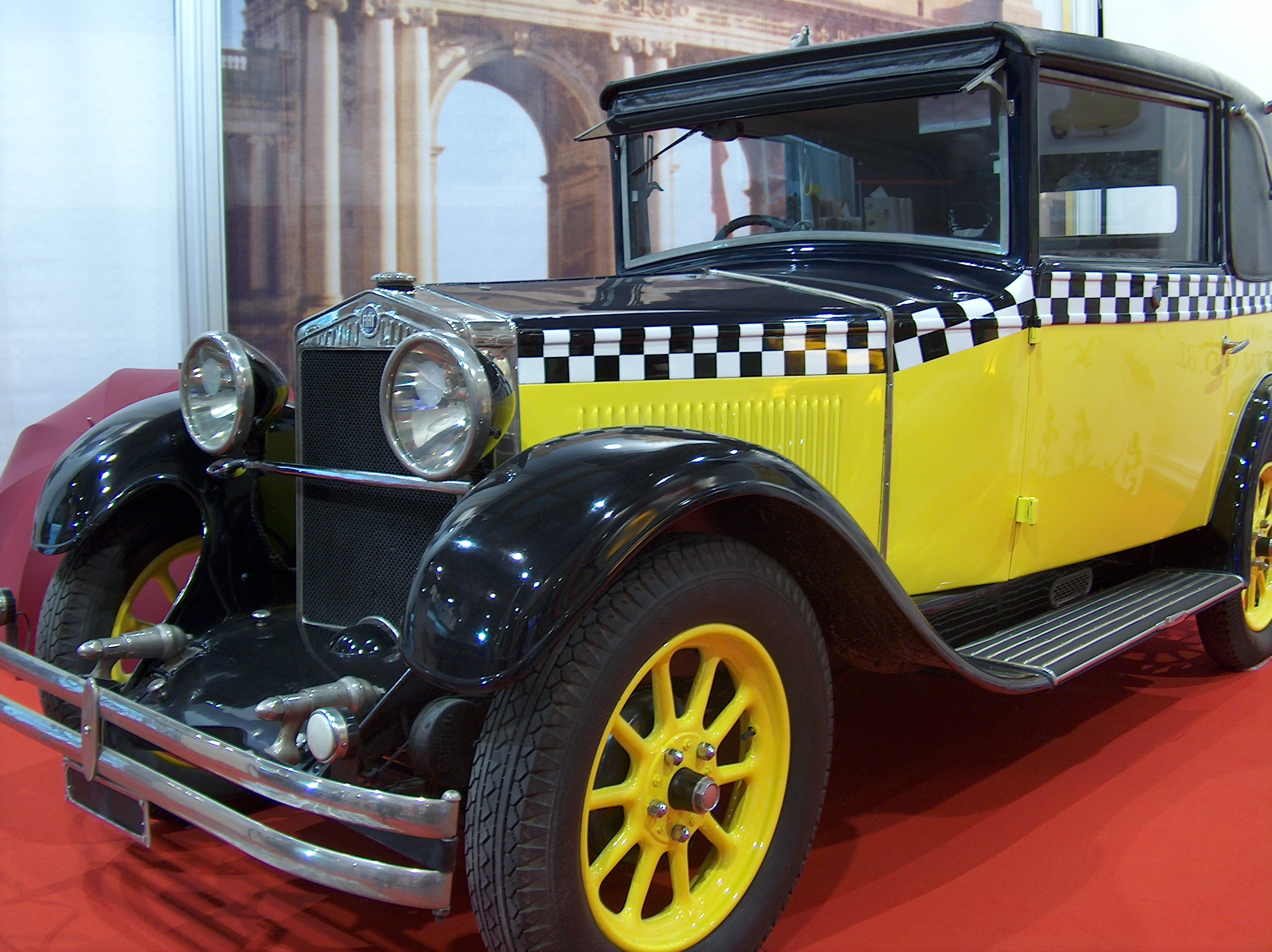
El Fiat 509 en el Motor Show Europeo de Bruselas en 200. Este coche en particular está pintado para parecerse al coche Gaston Lagaffe.
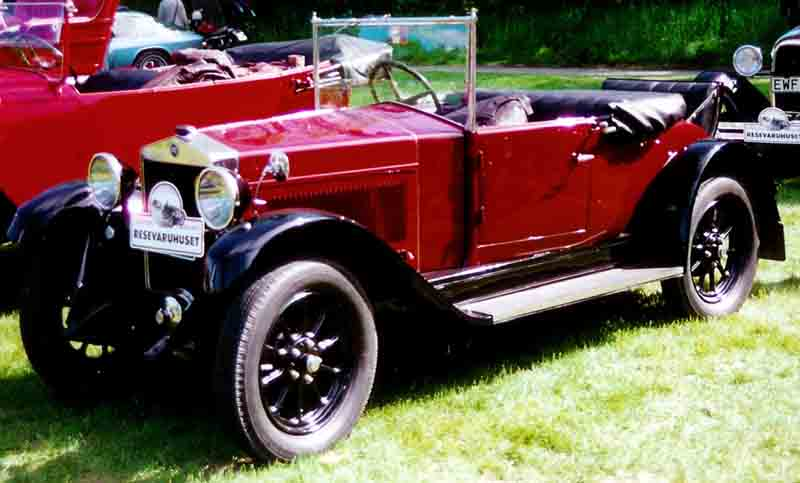
Fiat 509 Spider
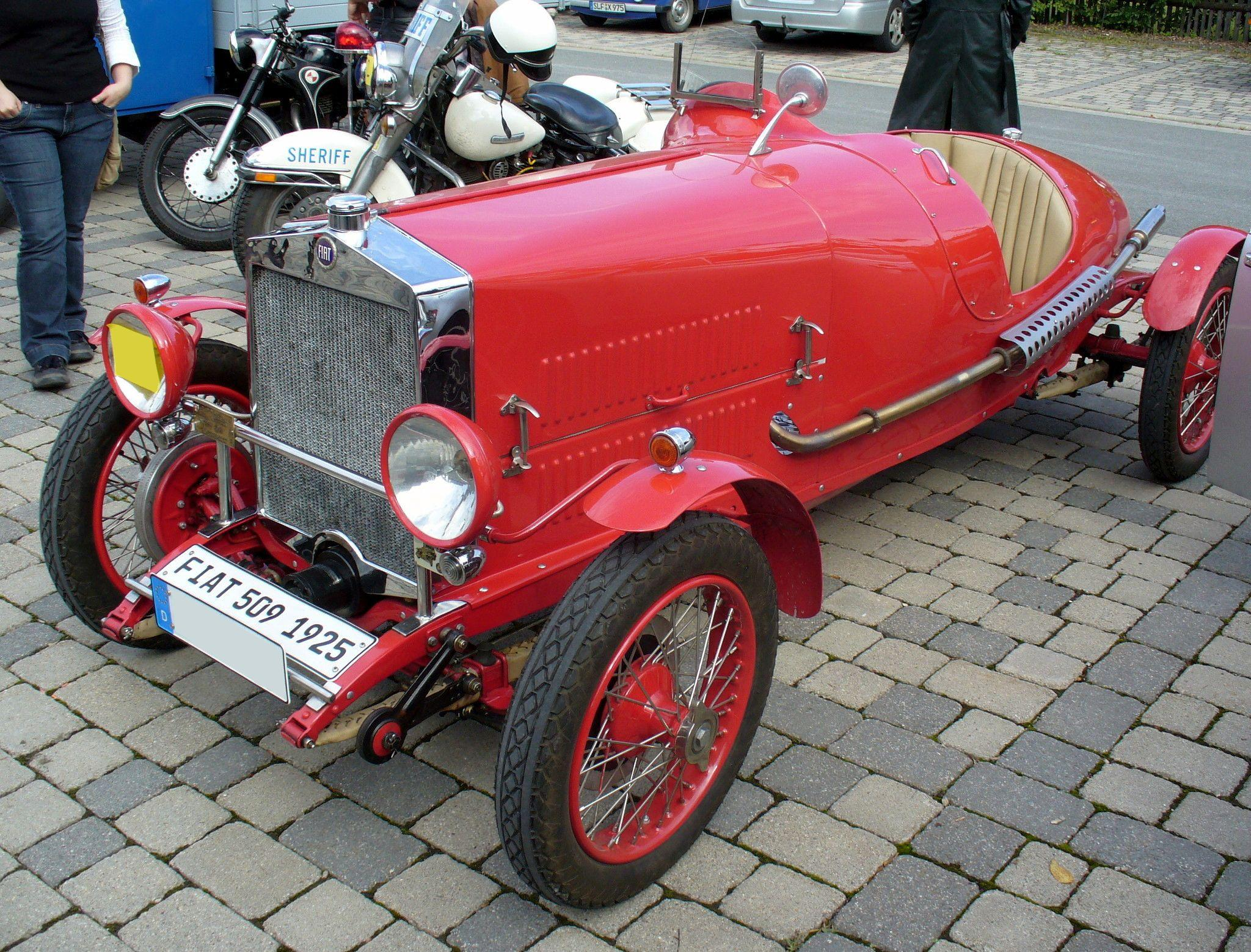
Fiat 509 SM 1925